# Ericsson
A Telefonaktiebolaget LM Ericsson é uma empresa de tecnologia, de controle sueco, fabricante de equipamentos de telefonia fixa e móvel. Líder mundial no setor de telecomunicação, foi fundada em 1876 como uma loja de reparos em telégrafos por Lars Magnus Ericsson.
Atuando no Brasil desde 1892, tem unidades em São José dos Campos (Fábrica e Centro de Treinamento), São Paulo (Escritório Central) e Indaiatuba (Centro de P&D), além de escritórios em Porto Alegre, Curitiba, Belo Horizonte, Belém, Salvador e Rio de Janeiro. Através do seu Centro de P&D realiza pesquisas em parceria com as principais universidades brasileiras, dentre elas a Universidade Federal do Ceará, Universidade Federal do Pará, Universidade de São Paulo e Universidade Federal de São Carlos.
Em outubro de 2001 foi criada a Sony Ericsson, uma joint venture entre a Sony Corporation com a Telefonaktiebolaget L.M. Ericsson, cada uma com 50% de participação para a produção de telefones celulares / telemóveis.
Foi eleita pelo Great Place to Work Institute (GPTW) como uma das cem melhores empresas para se trabalhar no Brasil.
Em março de 2012 inaugurou no Brasil um centro de desenvolvimento de tecnologias da informação no Parque Tecnológico de São José dos Campos, onde realizará parcerias com institutos brasileiros como o INPE, o ITA e a UNIFESP para o desenvolvimento de tecnologias que ajudarão a tornar realidade a sociedade conectada em áreas como transporte e segurança, envolvendo a computação em nuvem, banda larga e mobilidade em suas plataformas de inovação.
O controle da companhia esta nas mãos da família Wallenberg. Representada na empresa por Marcus Wallenberg vice-presidente do conselho da companhia.
Em 2012 a Sony Corporation compra a parte da Telefonaktiebolaget L. M. Ericsson na joint venture Sony Ericsson, deixando assim de existir, e passando a se chamar Sony Mobile Communications. Em julho de 2014, a Ericsson comprou a MetraTech, empresa norte-americana de billing. Em novembro de 2015, a Ericsson e a Cisco firmam um acordo de parceria.